# Roberto Kovac
Roberto Kovac (Mendrisio, 2 maggio 1990) è un cestista svizzero con cittadinanza croata.

## Palmarès

### Club
- Campionato svizzero: 4

SAV Vacallo: 2008-09
Fribourg Olympic: 2015-16, 2022-23, 2023-24
- Coppa Svizzera: 5

Fribourg Olympic: 2016, 2023, 2024
Lions de Geneve: 2017, 2021
- Coppa di Lega svizzera: 2

Lions de Geneve: 2019
Fribourg Olympic: 2025
- Supercoppa di Svizzera: 2

Lions de Genève: 2018
Fribourg Olympic: 2024

### Individuali
- MVP finali Swiss Basketball League: 1

2022-23